# Letland op het Eurovisiesongfestival 2015
Letland nam deel aan het Eurovisiesongfestival 2015 in Wenen, Oostenrijk. Het was de 16de deelname van het land op het Eurovisiesongfestival. LTV was verantwoordelijk voor de Letse bijdrage voor de editie van 2015.

## Selectieprocedure
De Letse openbare omroep gaf op 8 september 2014 aan te zullen deelnemen aan de zestigste editie van het Eurovisiesongfestival. Twee maanden later werd duidelijk dat LTV afstapte van Dziesma, het format dat de voorbije jaren niet kon leiden tot een Letse kwalificatie voor de finale. Supernova werd de naam van de nieuwe Letse selectieprocedure.
Geïnteresseerden kregen van 3 november tot en met 10 december 2014 de tijd om hun inzending over te maken aan de Letse openbare omroep. Uiteindelijk ontving LTV 98 nummers en de applicatie van 123 geïnteresseerde artiesten. Er werden twee aparte jury's aangesteld voor de selectie: een internationale jury selecteerde nummers en een Letse jury boog zich over de artiesten. Uiteindelijk werden 56 artiesten uitgenodigd voor de eerste screeningsprocedure. Twintig van hen mochten uiteindelijk deelnemen aan Supernova 2015.
Supernova 2015 verliep over zes weken. De eerste twee afleveringen waren vooraf opgenomen en toonden de voorbereidingen van de deelnemers. Vervolgens waren er twee voorrondes, gevolgd door één halve finale en de grote finale, op 22 februari. Alle shows werden gepresenteerd door Ketija Šēnberga en Toms Grēviņš. Tijdens de voorrondes en de halve finale gingen de twee acts met de meeste stemmen door naar de volgende ronde. Een jury koos hierbij ook nog twee acts uit die door gingen. Tijdens de grote finale werd de winnaar bepaald door televoting en door stemmen vanaf het internet. Stemmen vanaf het internet was speciaal voor de internationale kijkers van Supernova bedacht, zij konden één stem uitbrengen op hun favoriete act. De act met de meeste stemmen won. Aminata werd eerste winnaar van Supernova met het liedje Love injected. 

## Supernova

### Eerste voorronde
| Artiest           | Lied            |
| ----------------- | --------------- |
| Katrīna Cīrule    | Bass            |
| Lana Frančeska    | Lions           |
| Atis Ieviņš       | Catfish         |
| Milenin & Kamilla | Colours of love |
| Antra Stafecka    | It's the night  |
| Framest           | Ziemā           |
| Linda Ķaukule     | Save our love   |
| MNTHA             | Nefelibata      |
| Rihards Saule     | Life lines      |
| ElektroFolk       | Sundance        |

### Tweede voorronde
| Artiest                           | Lied           |
| --------------------------------- | -------------- |
| The Stones                        | Free your mind |
| Singe                             | Sweet girl     |
| Mārtiņš Ruskis & Ginta Krievkalna | Debesis        |
| Ornella                           | Angel          |
| Rihards Bērziņš                   | Your eyes      |
| Euphony                           | Home           |
| Riga Metro                        | High heels     |
| Katrīna Bindere                   | Run to you     |
| Markus Riva                       | Take me down   |
| Aminata                           | Love injected  |

### Halve finale
| Artiest         | Lied           |
| --------------- | -------------- |
| ElektroFolk     | Sundance       |
| Aminata         | Love injected  |
| MNTHA           | Nefelibata     |
| Markus Riva     | Take me down   |
| Antra Stafecka  | It's the night |
| Euphony         | Home           |
| Frames          | Ziemā          |
| Rihards Bērziņš | Your eyes      |

### Finale

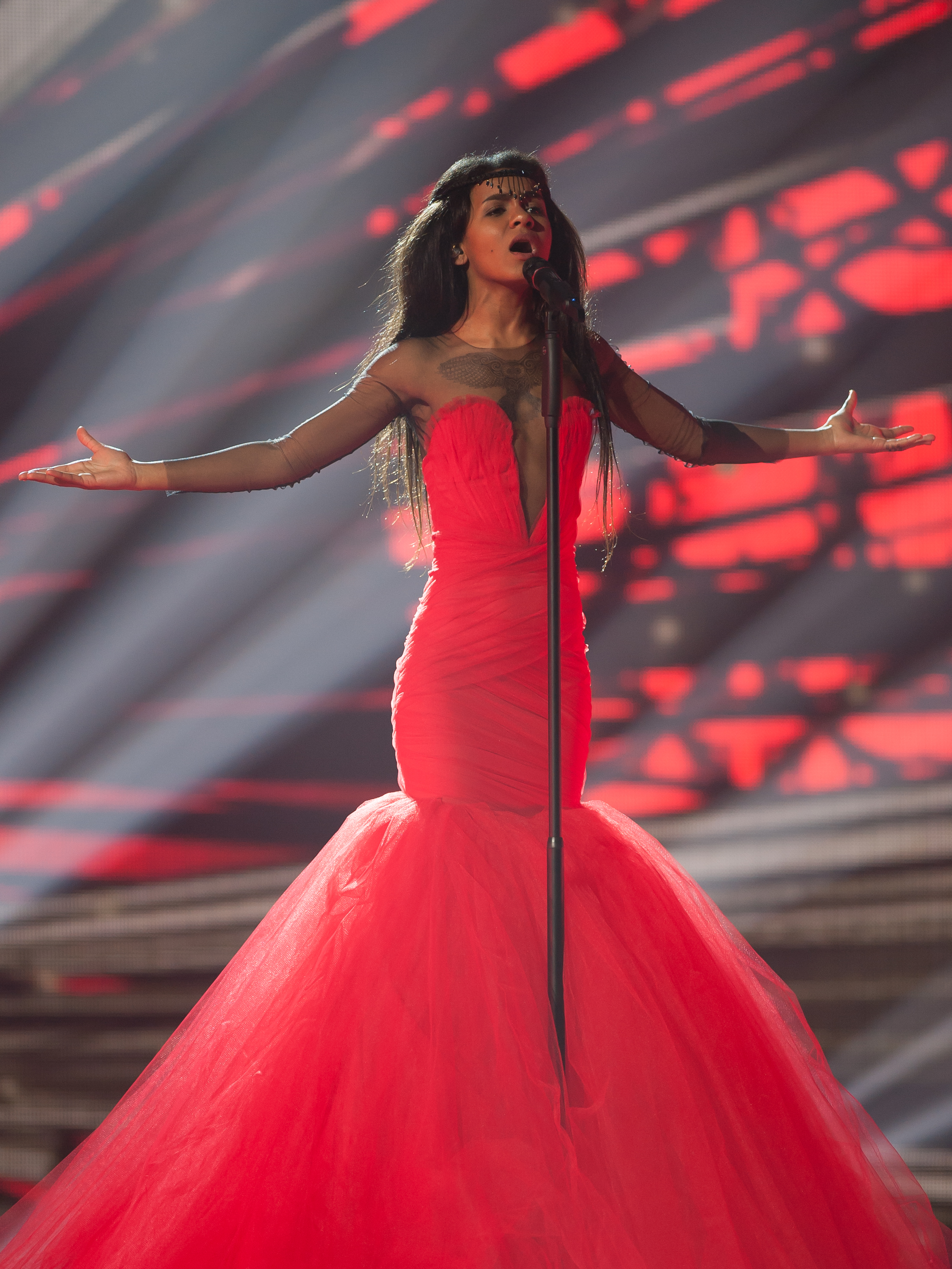
Aminata in Wenen

| Plaats | Artiest     | Lied          |
| ------ | ----------- | ------------- |
| 1      | Aminata     | Love injected |
| 2      | Markus Riva | Take me down  |
| 3      | ElektroFolk | Sundance      |
| 4      | MNTHA       | Nefelibata    |

## In Wenen
Letland trad in Wenen in de tweede halve finale op donderdag 21 mei aan. Aminata Savadogo trad als tiende van de zeventien landen aan, na Nadav Guedj uit Israël en voor Elnur Hüseynov uit Azerbeidzjan. Letland werd tweede met 155 punten waarmee het doorging naar de finale op 23 mei.
In de finale trad Letland als negentiende van de 27 acts aan, na Monika Kuszyńska uit Polen en voor Voltaj uit Roemenië. Letland eindigde als zesde met 186 punten.